# Manni (département)
Pour les articles homonymes, voir Manni (homonymie) et Mani.
Cet article concerne le département et la commune rurale. Pour le village chef-lieu, voir Manni.

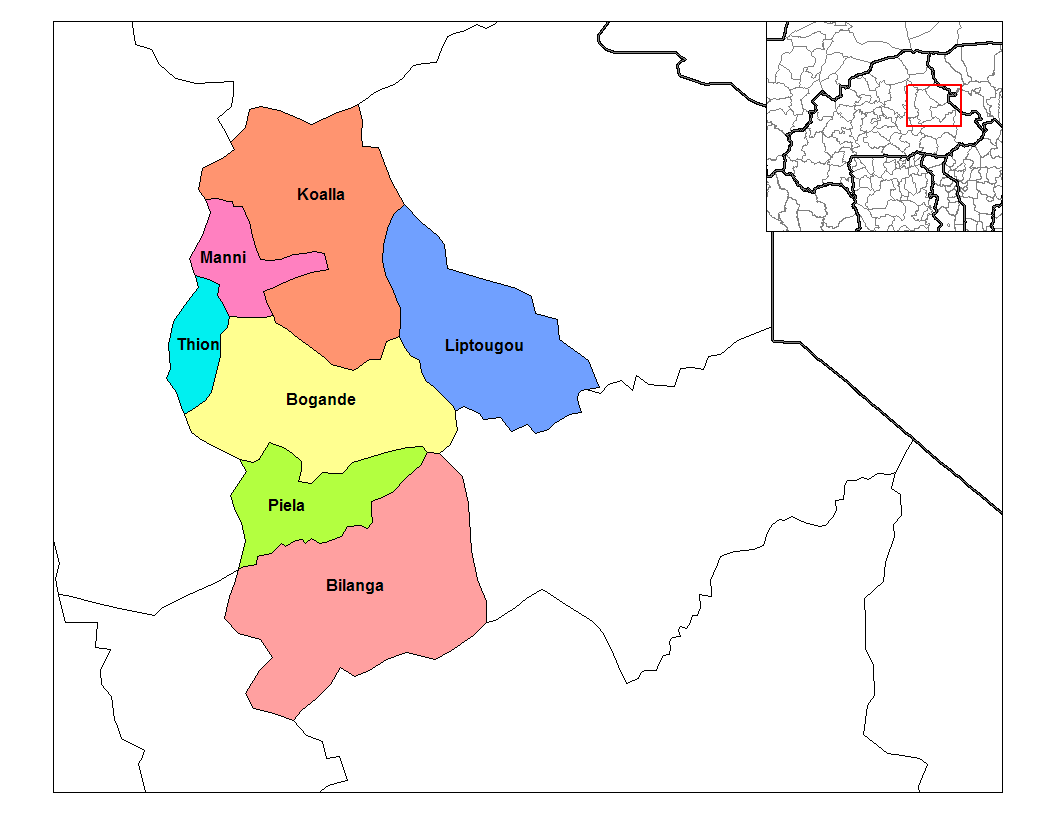
Localisation de la province de Gnagna

Manni ou Mani est un département du Burkina Faso située dans la province de Gnagna et dans la région Est.
- En 2006, le dernier recensement comptabilise 68 293 habitants[1].

- En 2019, le dernier recensement comptabilise 124 433 habitants[2].

## Villages
Le département se compose d'un chef-lieu :
- Manni

et de 49 villages :
- Balemba
- Bangaye
- Bantouankpéba
- Barhiaga
- Bombonyenga
- Boudangou
- Boulyendé
- Boungou-Folgou
- Boungou-Natimsa
- Bourgou
- Dabesma
- Dakiri
- Dassari
- Dayédé
- Gongorgou
- Gori
- Kamissi
- Kankantchiaga
- Karamama
- Koadaba
- Komboassi
- Komona
- Koulfo
- Kouriga
- Lahama
- Lampiadi
- Lanyabidi
- Liougou
- Lipaka
- Loagré
- Madori
- Malioma
- Margou
- Mopienga
- Nagbingou
- Nakouri
- Obadé
- Obdaga
- Pognamadéni
- Pougdiari
- Samboandi
- Siédougou
- Tambidi
- Tambifoagou
- Toabré
- Tomonga
- Turmaye
- Yarba
- Yarba-Lampiadi